# En Vogue
En Vogue är en amerikansk R&B- och popgrupp, bildad 1989 i Oakland, Kalifornien. Gruppen har haft flera stora hits, bland andra "My Lovin' (You're Never Gonna Get It)", "Don't Let Go (Love)", "Free Your Mind" och "Whatta Man".

## Medlemmar

### Nuvarande medlemmar
- Cindy Herron, 1990-
- Terry Ellis, 1990-
- Rhona Bennett, 2003–2008, 2012–

### Tidigare medlemmar
- Dawn Robinson, 1990–1996, 2008-2012
- Maxine Jones, 1990–2001, 2003-2012
- Amanda Cole, 2002–2003

## Diskografi
- Born to Sing (1990)
- Funky Divas (1992)
- EV3 (1997)
- Masterpiece Theatre (2000)
- Soul Flower (2004)